# 東南亞歷史詞典
《東南亞歷史詞典》由中國大陸上海辭書出版社於1995年出版，採用簡體字，收錄了東南亞文萊、緬甸、柬埔寨、越南、印度尼西亞、老撾、馬來西亞、泰國、新加坡等國家及地區的歷史條目共4950條，是鑽研東南亞歷史文化的重要工具書。

## 編修過程
《東南亞歷史詞典》，由姚楠、周南京、丘立本、朱杰勤、楊保筠等數十名學者，各自按照自身的專精科目，分頭撰稿。編寫始於1982年10月，至1987年3月完成，歷時近四年半。至1995年1月，《東南亞歷史詞典》由上海辭書出版社出版。

## 編修目的
- 為學習東南亞歷史文化的研究者提供參考工具。據季羨林所寫的《序》，中國大陸在經歷了數十年的變遷與動盪後，到1980年代方才出現穩定發展局面。這時，「廣大讀者對東南亞國家的歷史等等情況產生了濃厚的興趣，迫切希望了解這些國家。」（《東南亞歷史詞典》，上海辭書出版社1995年版，《序》。）因而，便有必要撰寫這方面的工具書，以解決學習者的需求。
- 務求增進中外各國的文化交流。《東南亞歷史詞典》，是「既能滿足中國讀者的需要，又能為外國有關國家的專家們和一般老百姓提供必要的資料和信息。其結果必然會大大地促進我們國家同這些國家人民之間的友誼與理解。」（《東南亞歷史詞典》，上海辭書出版社1995年版，《序》。）

## 外部連結
- 學林書局－《東南亞歷史詞典》介紹（簡體字） （页面存档备份，存于）